# KoRn (album)
KoRn er debutalbummet fra nu-metal bandet KoRn. Det udkom den 11. oktober 1994 gennem Immortal/Epic Records. RIAA tildelte albummet 2x Platinum.

## Musikstilen
Musikstilen er en blanding af Heavy Metal og Hiphop. Albummet inkluderer elementer, der er KoRns egen unikke stil. F.eks. scat (en form for sludre-ord) og sækkepibespil. 
Albummet KoRn menes at være det album, der har æren for skabelsen af nu-metal eller har haft stor indflydelse på skabelsen. KoRn har bevist, at de er det mest indflydelsesrige nu-metalband, og har haft indflydelse på andre bands i samme genre blandt andet Limp Bizkit, Static-X, Adema, Coal Chamber og Slipknot[kilde mangler].

## Numre
1. "Blind" – 4:19
2. "Ball Tongue" – 4:29
3. "Need To" – 4:01
4. "Clown" – 4:37
5. "Divine" – 2:51
6. "Faget" – 5:49
7. "Shoots and Ladders" – 5:22
8. "Predictable" – 4:32
9. "Fake" – 4:51
10. "Lies" – 3:22
11. "Helmet in the Bush" – 4:02
12. "Daddy" – 17:31 (Den ender 9:32, skjult nummer begynder 14:05) Det skjulte nummer er ikke musisk men er bare en optagelse af en mand og en kvinde der diskuterer.

## Singler fra albummet
- "Blind"
- "Shoots and Ladders"
- "Clown"